# Miagrammopes bradleyi
Miagrammopes bradleyi är en spindelart som beskrevs av O. Pickard-Cambridge 1874. Miagrammopes bradleyi ingår i släktet Miagrammopes och familjen krusnätsspindlar.
Artens utbredningsområde är New South Wales. Inga underarter finns listade i Catalogue of Life.